# Marcel Eckardt

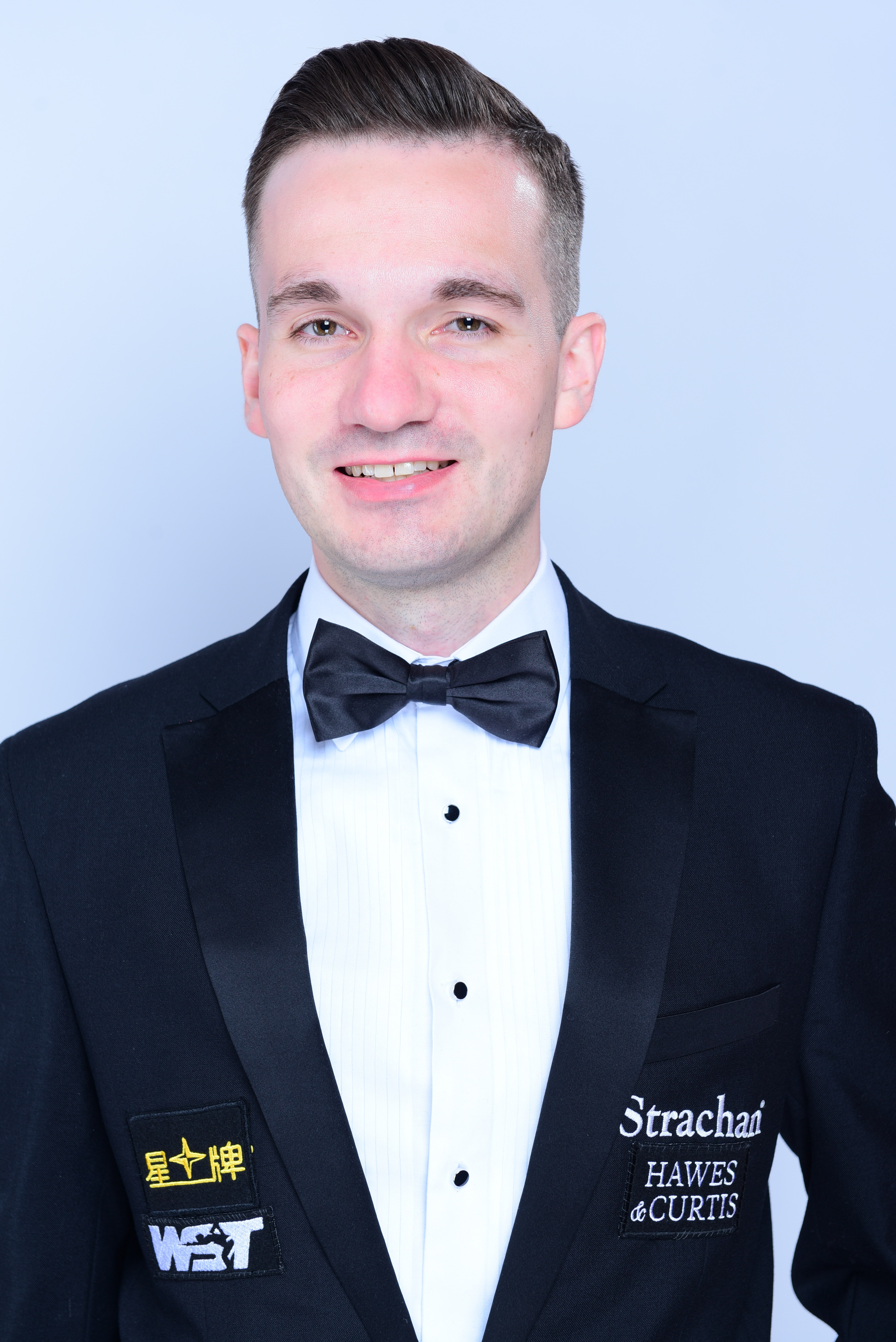
Marcel Eckardt

Marcel Eckardt (* 27. Oktober 1989 in Gera) ist ein deutscher Snooker- und Poolbillardschiedsrichter.

## Karriere
Marcel Eckardt stammt aus Töppeln bei Gera. Als er etwa 13 Jahre alt war, erwachte sein Interesse am Snooker durch die Übertragungen im deutschsprachigen Fernsehen bei Eurosport. Da es in seiner unmittelbaren Heimat wenig Gelegenheiten zum Billardspielen gab, kam er erst spät zum Spielen und war vor allem im Poolbillard aktiv. Seinen ersten Schiedsrichterlehrgang machte er 2008 in Hohenstein-Ernstthal. Er erwarb die C-Lizenz des Landesverbands Thüringen und danach die nationale B-Lizenz. 2009 und 2010 leitete er erstmals Spiele mit Snookerprofis während einer Exhibition-Tour in Deutschland, unter anderem mit Stephen Hendry und Steve Davis. Im Herbst 2010 bewarb er sich als Schiedsrichter auf der damals neu gegründeten Players Tour Championship und sammelte Erfahrung bei den europäischen Turnieren und in der Main-Tour-Qualifikation. Beim Paul Hunter Classic 2011 leitete er erstmals das Finale eines PTC-Turniers. Beim German Masters 2012 wurde er erstmals bei einem vollwertigen Weltranglistenturnier eingesetzt.

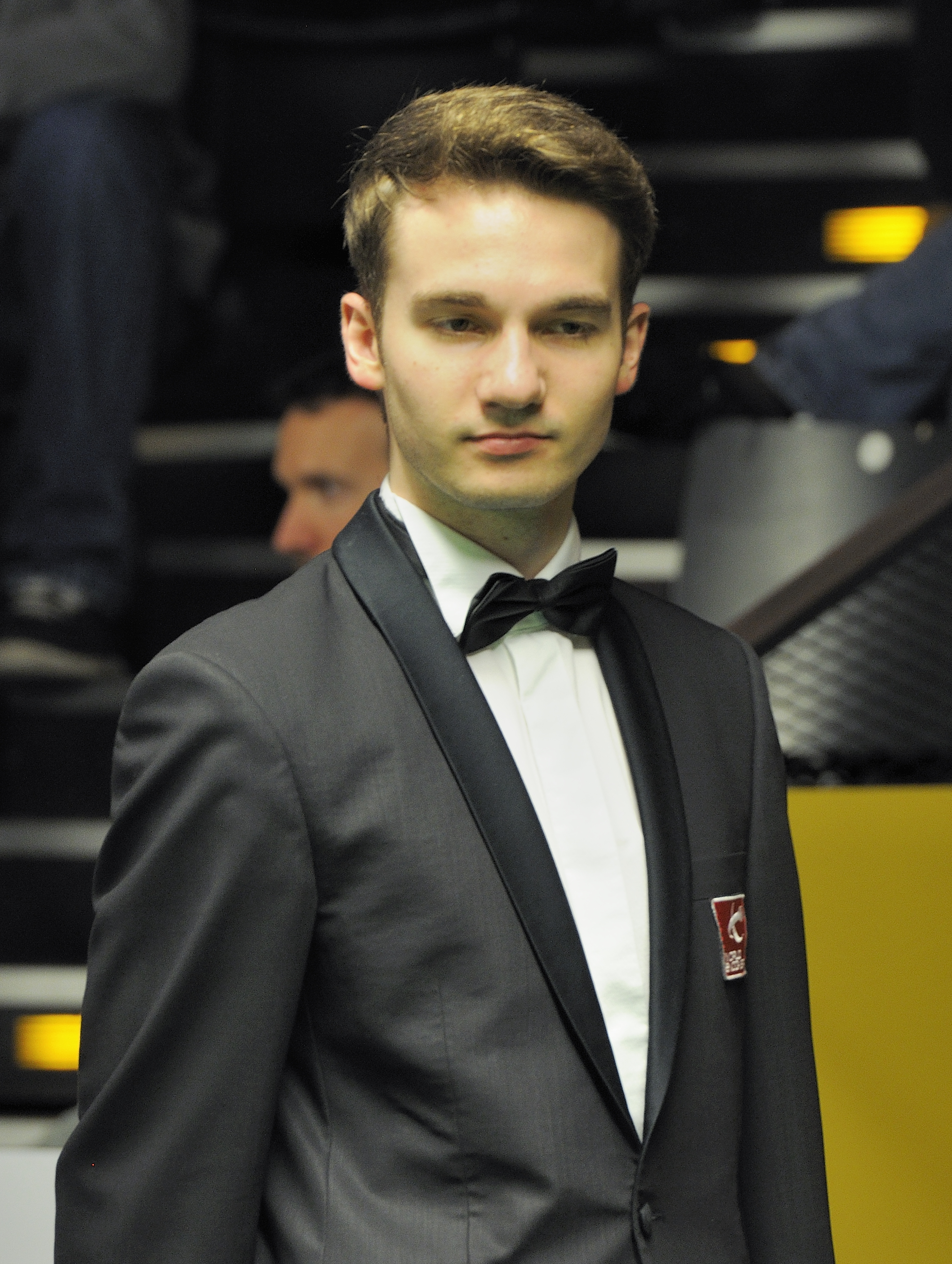
Marcel Eckardt 2013 beim German Masters

Für die Saison 2013/14 wurde Eckardt mit 23 Jahren als bis dahin jüngster Schiedsrichter in den damaligen 12-köpfigen A-Kader der Snookerschiedsrichter berufen. Seitdem gehört er zum festen Stamm der Unparteiischen, die bei den Endrunden aller Ranglisten-Turnieren auf der World Snooker Main Tour, und dabei insbesondere auch bei den im Fernsehen übertragenen Partien, eingesetzt werden.
Neben der Tätigkeit als Hauptschiedsrichter am Tisch kann der Einsatz auch im Hintergrund am Monitor als ein sogenannter Marker erfolgen. Die Aufgaben hierbei sind die Eingabe der Spielstände an den Anzeigetafeln und die Unterstützung des Tischschiedsrichters, insbesondere in Situationen, wo nach einem Foul and a Miss das vorangegangene Spielbild wiederhergestellt werden muss.
Als bisher jüngster Schiedsrichter leitete Eckardt beim German Masters 2015 im Berliner Tempodrom das Finale eines Weltranglistenturniers. Sein erstes Maximum Break in der Funktion als Schiedsrichter erlebte er im Viertelfinale desselben Turniers; es wurde von Judd Trump erzielt. Bisher war er bei sieben Maximum Breaks jeweils unterschiedlicher Spieler Schiedsrichter der Partie (Stand: November 2020).
Eckardt begleitete 2019 zum fünften Mal als Schiedsrichter die Snookerweltmeisterschaft, bei der er bis zum Halbfinale eingesetzt wurde. Mit 30 Jahren leitete er als erster deutscher und bislang jüngster Schiedsrichter überhaupt das WM-Endspiel 2020.
Er lebt in Berlin und studierte neben seiner Schiedsrichtertätigkeit bis März 2021 Politikwissenschaften, Verwaltungswissenschaften und Soziologie im Fernstudium.

## Geleitete Finale

### Ranglistenturniere
- German Masters 2015
- Welsh Open 2015
- Indian Open 2016
- European Masters 2016
- Northern Ireland Open 2017
- UK Championship 2018
- Scottish Open: 2019, 2023
- Snookerweltmeisterschaft 2020
- Championship League: 2020, 2024
- Northern Ireland Open 2020
- German Masters 2022
- English Open 2024
- Tour Championship 2025

### Minor-ranking-Turniere
- Paul Hunter Classic 2011
- Players Tour Championship 2012/13 – Event 1
- Paul Hunter Classic 2013

### Einladungsturniere
- Championship League 2021
- Champion of Champions: 2022, 2024
- Masters 2023